# Ламмерс, Ким
Ким Ламмерс (нидерл. Kim Lammers; род. 21 апреля 1981, Амстердам) — нидерландская хоккеистка на траве, игравшая на позиции нападающей в сборной Нидерландов. Чемпионка летних Олимпийских игр 2012 года, чемпионка мира 2006 и 2014 годов, четырёхкратная победительница Трофея чемпионов.

## Спортивная карьера
Ламмерс — воспитанница клуба «Хёйзер». С лета 1999 года она представляла клуб «Ларен» в чемпионате Нидерландов. Последнюю игру провела 30 апреля 2016 года, когда «Ларен» проиграл в полуфинале чемпионата Нидерландов команде «Хертогенбос». В 2004, 2005 и 2006 годах она финишировала на второй позиции в рейтинге лучших бомбардиров, до октября 2015 года была лучшим бомбардиром чемпионата Нидерландов, пока её рекорд не побила Мартье Паумен.
В сборной Ким дебютировала 14 мая 2002 года в матче с Германией. Она была ударной силой сборной на протяжении долгого времени: с ней она выиграла чемпионат мира в 2006 и 2014 годах, четырежды чемпионат Европы и четыре раза Трофей чемпионов. Из-за травмы колена она пропустила часть сезона 2007/2008 и не попала в заявку сборной на Олимпиаду в Пекине. Спустя 4 года Ким выиграла всё же Олимпиаду в Лондоне, за что была награждена орденом Оранских-Нассау в 2012 году.
Прощальный матч в сборной Ким Ламмерс провела 14 июня 2014 года: это был финал чемпионата мира против Австралии, завершившийся победой Нидерландов. Игра стала 200-й для Ким, а сама она забила второй гол в матче.

## Личная жизнь
Есть брат-близнец Роджер Ламмерс. Несмотря на фамилию, ни Ким, ни Роджер не приходятся родственниками тренеру сборной Марку Ламмерсу. Ким придерживается нетрадиционной ориентации: 1 апреля 2011 года она вступила в брак со своей подругой.
Ким участвовала в 2015 году в нидерландской версии шоу «Expedition Robinson».